# Слупе (Люблінське воєводство)
Слупе (пол. Słupie) — село в Польщі, у гміні Модлібожиці Янівського повіту Люблінського воєводства.
Населення — 424 особи (2011).
У 1975-1998 роках село належало до Тарнобжезького воєводства.

## Демографія
Демографічна структура станом на 31 березня 2011 року:
|          | Загалом | Допрацездатний вік | Працездатний вік | Постпрацездатний вік |
| -------- | ------- | ------------------ | ---------------- | -------------------- |
| Чоловіки | 223     | 39                 | 156              | 28                   |
| Жінки    | 201     | 36                 | 111              | 54                   |
| Разом    | 424     | 75                 | 267              | 82                   |